# Characoma
Characoma är ett släkte av fjärilar. Characoma ingår i familjen trågspinnare.

## Dottertaxa tillCharacoma, i alfabetisk ordning[1]
- Characoma adiabunensis
- Characoma albifascia
- Characoma albisecta
- Characoma albulalis
- Characoma araca
- Characoma basiatra
- Characoma basibrunnea
- Characoma basisuffusa
- Characoma cana
- Characoma casuaria
- Characoma chamaeleon
- Characoma costiplagata
- Characoma curiosa
- Characoma deleta
- Characoma distincta
- Characoma excurvata
- Characoma ferrigrisea
- Characoma glaphyra
- Characoma glaucopasta
- Characoma latifascia
- Characoma laurea
- Characoma littora
- Characoma malaisei
- Characoma melanographa
- Characoma metalophota
- Characoma micropuncta
- Characoma miophora
- Characoma multilinea
- Characoma nigricollaris
- Characoma nigriflammea
- Characoma nigrimacula
- Characoma nigrinotata
- Characoma nilotica
- Characoma perakensis
- Characoma phaeoleuca
- Characoma pica
- Characoma polia
- Characoma proteela
- Characoma ruficirra
- Characoma scoparioides
- Characoma sexilinea
- Characoma stictigrapta
- Characoma stictigraptella
- Characoma submediana
- Characoma sumatrana
- Characoma triangulum
- Characoma vallata